# 167 Dywizja Piechoty (III Rzesza)
167 Dywizja Piechoty (niem. 167. Infanterie-Division)  – niemiecka dywizja z czasów II wojny światowej.
Sformowana na mocy rozkazu z 26 listopada 1939, w 7. fali mobilizacyjnej w Monachium w VII Okręgu Wojskowym. Uczestnicząc w ataku na Związek Radziecki została rozbita przez oddziały 5 Gwardyjskiej Armii, w czasie Operacji Rumiancew. Następne rozbicie miało miejsce w lutym 1944 pod Czerkasami, po czym została rozwiązana. Odtworzono ją jako 167 Dywizję Grenadierów Ludowych w październiku 1944.

## Dowódcy dywizji
- gen. por. Martin Gilbert 26 VII 1939 – 10 I 1940;
- gen. Oskar Vogl 10 I 1940 – 1 V 1940;
- gen. por. Hans Schönhärl 1 V 1940 – 1 VIII 1941;
- gen. por. Werner Schartow 1 VIII 1941 – 11 VIII 1941;
- gen. por. Wolf Trierenberg 11 VIII 1941 – 25 XI 1943;
- gen. por. Hans Hüttner 25 XI 1943 – II 1944;
- gen. por. Hanskurt Höcker X 1944 – IV 1945;

## Struktura organizacyjna
Skład w listopadzie 1939
315. i 331. pułk piechoty, 238. dywizjon artylerii lekkiej;
Skład w styczniu 1940
315., 331. i 339. pułk piechoty, 238. pułk artylerii, 238. batalion pionierów, 238. oddział rozpoznawczy, 238. oddział przeciwpancerny, 238. oddział łączności, 238. polowy batalion zapasowy;
Skład w sierpniu 1940
315., 331. i 339. pułk piechoty, 238. pułk artylerii (I. – III./238. p.art. i I./40 p.art.), 238. batalion pionierów, 238. oddział rozpoznawczy, 238. oddział przeciwpancerny, 238. oddział łączności, 238. polowy batalion zapasowy;
Skład we wrześniu 1943
315., 331. i 339. pułk grenadierów, 238. pułk artylerii (I. – III./238. p.art. i I./40 p.art.), 238. batalion pionierów, 238. dywizyjny batalion fizylierów, 238. oddział przeciwpancerny, 238. oddział łączności, 238. polowy batalion zapasowy;